# English, Indiana
English är administrativ huvudort i Crawford County i Indiana. Orten har fått sitt namn för politikern William Hayden English. Vid 2010 års folkräkning hade English 645 invånare.